# Haanja naturpark

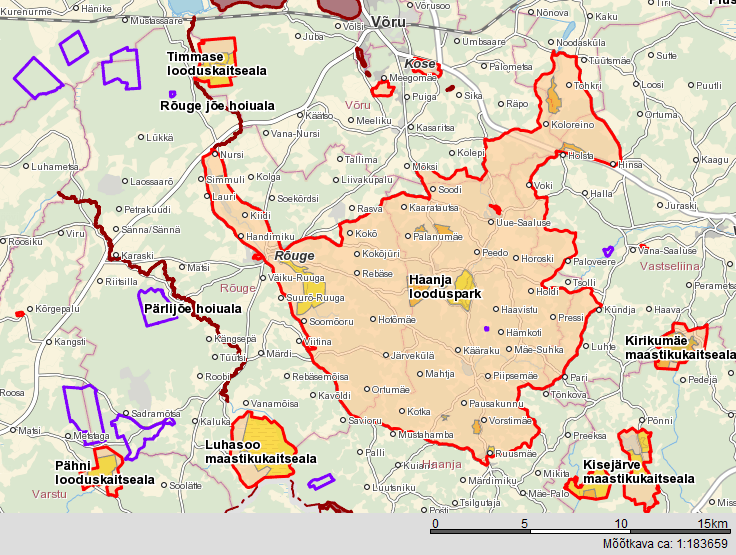
Karta över Hanja naturpark.

Haanja naturpark (estniska: Haanja looduspark) är ett naturskyddsområde i landskapet Võrumaa på Haanja högland i Estland. Området delas av de båda kommunerna Rõuge och Võru med en storlek på totalt 16 903 hektar.
Naturparken skapades för att bevara och utveckla Haanja höglands vildmark och områdets gammaldags livsstil – med spridda byar, små åkrar, små betesmarker, samt de hantverkstraditioner som utvecklats till följd av de jämförelsevis dåliga åkermarkerna. I naturparken ligger Baltikums högsta punkt, Suur Munamägi (318 m ö.h.) och Estlands djupaste sjö – Rõuge Suurjärv (38 meter djup). I området finns även bland annat Hinni kanjon, Ööbikuorg, Rõuge ürgorg. 